# Gary Doherty
Gary Doherty (Carndonagh, 31 gennaio 1980) è un ex calciatore irlandese, di ruolo difensore.

## Carriera

### Club
Cresciuto nel Luton Town, nel 2000 gli Spurs lo acquistano per 1,5 milioni di euro. Nel 2004 si trasferisce al Norwich City, società di Premier League che retrocede prima in Championship e poi in terza divisione. Alla fine della sua ultima stagione al Norwich City viene inserito nella squadra dell'anno della League One. Nel 2010 passa al Charlton Athletic prima di trasferirsi al Wycombe nel 2012.

### Nazionale
Il 26 aprile del 2000 esordisce a Dublino contro la Grecia (0-1). Da allora è stato convocato dall'Irlanda in 33 occasioni tra il 2000 e il 2005, segnando 4 reti.

## Palmarès

### Club

#### Competizioni nazionali
- Football League One: 1

Norwich City: 2009-2010